# خير الله بن مصطفى
خير الله بن مصطفى ولد عام بتونس العاصمة 1867، وتوفي عام 1965، أحد عناصر الحركة الإصلاحية التونسية، وصحافي.

## نشأته
هو ابن حسونة بن مصطفى موظف سام وأحد المقربين من خير الدين التونسي. درس خير الله بن مصطفى في المدرسة الصادقية، وكان من عناصر النخبة التونسية الإصلاحية والوطنية.

## في الحياة الجمعياتية
ساهم خير الله بن مصطفى في عدد من الجمعيات التي ظهرت بين أواخر القرن التاسع عشر وبداية القرن العشرين:
- إذ كان أحد العناصر المؤسسة للجمعية الخلدونية التي ظهرت عام 1896،
- ثم كان عام 1906 أحد مؤسسي وأول رئيس لجمعية قدماء الصادقيةالتي اعتبرت الأخت الصغرى «المتغربة» للجمعية الخلدونية. وقد ضمت وطنيين ومثقفين تونسيين من أمثال علي باش حانبة وعبد الجليل الزاوش وحسين بوحاجب والمحامي الجزائري الأصل حسن القلاتي...

## الوطني
كما كان خير الله بن مصطفى من عناصر حركة الشباب التونسي إلى جانب أصدقائه عبد الجليل الزاوش ومحمد الأصرم. وقد ساهم بالكتابة في صحيفتها لو تونيزيان الناطقة بالفرنسية، وكتب خاصة حول موضوع تعليم البنت المسلمة. كما كان من الذين دعموا الجانب التعريبي فيها وفي جمعية قدماء الصادقية. في حين كانت الجمعيتان متأثرتين في بدايتهما بالثقافة الغربية. ومن هذه الزاوية كان وراء استدعاء عدد من أساتذة الجامعة الزيتونية ليحاضروا على منبر جمعية قدماء الصادقية ومن بينهم المشائخ محمد الطاهر بن عاشور وأحمد النيفر وغيرهما. كما شارك خير الله بن مصطفى في مؤتمر شمال إفريقيا المنعقد في العاصمة الفرنسية باريس عام 1908، وقد قدم خلاله محاضرة صدرت في كتاب  حول : التعليم الابتدائي للأهالي في البلاد التونسية، وقد انتقد فيها السياسة التعليمية لنظام الحماية التي تركت التعليم التقليدي المتمثل في الكتاتيب. متهما السلطات الاستعمارية بدعم المدارس الفرنسية عربية الموجودة والتي لا يستطيع عامة الناس إلحاق أبنائهم بها. وقد أسس خير الله بن مصطفى أول مدرسة قرآنية عصرية بنهج سيدي بن عروس بتونس العاصمة للتدليل على أن تعليم العربية والفرنسية يمكن أن يقدم في مثل هذه المدارس. وقد وقع النسج على منواله في بعض المدن الأخرى حيث تأسست مدارس قرآنية عصرية.

## في الإدارة
سمي خير الله بن مصطفى مديرا للتشريفات الملكية من قبل الناصر باي مع رتبة أمير أمراء. وأسندت إليه إدارة جمعية الأوقاف إلى إحالته على التقاعد.

## إشارات مرجعية
1. ↑  محمد الفاضل بن عاشور، الحركة الأدبية والفكرية في تونس، الدار التونسية للنشر، تونس 1983
2. ↑  Khairallah Ben Mustapha, L'enseignement des indigènes en Tunisie,. Rapport présenté au Congrès de l'Afrique du nord, éd. Imp. La Rapide, Tunis, 1910